# Liste der Wappen im Kreis Gütersloh
Diese Liste beinhaltet alle in der Wikipedia gelisteten Wappen des Kreises Gütersloh in Nordrhein-Westfalen, inklusive historischer Wappen. Alle Städte, Gemeinden und Kreise in Nordrhein-Westfalen führen ein Wappen. Sie sind über die Navigationsleiste am Ende der Seite erreichbar.

## Kreis Gütersloh

Wappen des Kreises Gütersloh[1]
Der Kreis Gütersloh in Nordrhein-Westfalen

## Städte und Gemeinden

Stadt Borgholzhausen[2]
Kreisstadt Gütersloh[3]
Stadt Halle (Westf.)[4]
Stadt Harsewinkel[5]
Gemeinde Herzebrock-Clarholz[6]
Gemeinde Langenberg[7]
Stadt Rheda-Wiedenbrück[8]
Stadt Rietberg[9]
Stadt Schloß Holte-Stukenbrock[10]
Gemeinde Steinhagen[11]
Stadt Verl[12]
Stadt Versmold[13]
Stadt Werther (Westf.)[14]

## Ehemalige Kreise

Kreis Halle (Westfalen)
Altkreis Warendorf
Kreis Wiedenbrück
Kreis Beckum

## EhemaligeÄmter

Amt Borgholzhausen (1938)[2]
Amt Halle
Amt Harsewinkel
Amt Herzebrock
Amt Reckenberg
Amt Werther
Amt Verl
Amt Versmold

## Ehemalige Gemeinden

### Gütersloh

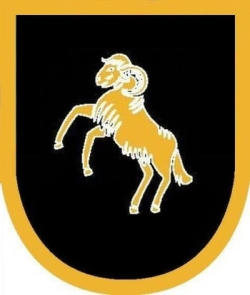
Altgemeinde Avenwedde
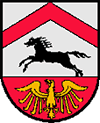
Altgemeinde Ebbesloh
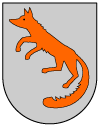
Altgemeinde Friedrichsdorf
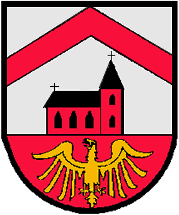
Altgemeinde Isselhorst
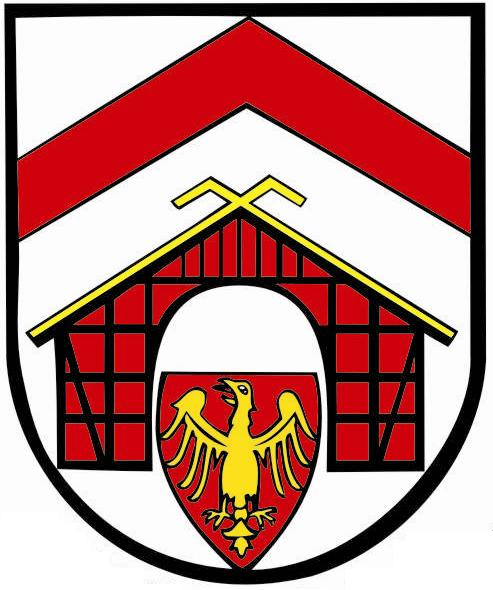
Altgemeinde Niehorst
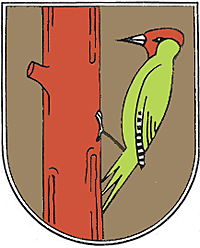
Altgemeinde Spexard

### Harsewinkel

Stadt Harsewinkel vor der kommunalen Neuordnung
Altgemeinde Marienfeld
Altgemeinde Greffen

### Langenberg

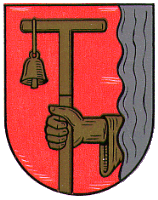
Altgemeinde Benteler

### Rheda-Wiedenbrück

Altgemeinde Batenhorst

### Rietberg

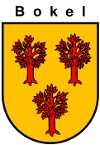
Altgemeinde Bokel
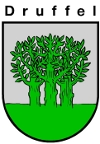
Altgemeinde Druffel
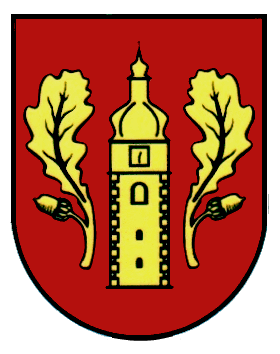
Altgemeinde Mastholte
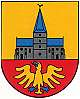
Altgemeinde Neuenkirchen
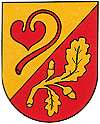
Altgemeinde Westerwiehe

### Schloß Holte-Stukenbrock / Verl

Altgemeinde Sende

## Wappenbeschreibungenund Erläuterungen
1. ↑  Kreis Gütersloh: „Im geteilten Schild oben in Silber (Weiß) drei rote Sparren, belegt mit einem goldenen (gelben) Schild mit einem roten sechsspeichigen Rad, unten in Rot ein goldener (gelber) Adler.“
 (genehmigt am 12. September 1974)
2. 1 2  Borgholzhausen: „In silbernem (weißen) Schild über drei roten Sparren eine das ganze Feld füllende, viermal gezinnte rote Mauer.“
 (genehmigt am 17. März 1938 dem damaligen Amt Borgholzhausen und durch den RP Detmold am 14. Januar 1970 in Rechtsnachfolge der am 1. Juli 1969 neugebildeten Stadt Borgholzhausen.)
3. ↑  Gütersloh: „In grünem Schilde, der von einem sechzehnmal schwarz-silbern gestückten Schildrand eingefasst ist, drei silberne Wellenschrägbalken, belegt mit einem sechsspeichigen roten Rad.“
 (verliehen durch den preußischen König 1844)
4. ↑  Halle (Westf.): „In rotem Schild drei silberne (weiße), grün gestielte Lilien, darauf ein silberner (weißer) Herzschild mit drei roten Sparren.“
 (verliehen durch Erlass des preußischen Königs 1908)
5. ↑  Harsewinkel: „In Gold ein roter Wellengöpel, begleitet oben rechts von einem schwarzen Pferdekopf, links von einem schwarzen Kamm, unten wachsend ein schwarzer, rotbewehrter Löwe.“
 (genehmigt am 6. Februar 1974)
6. ↑  Herzebrock-Clarholz: „In einem von Grün und Silber (Weiß) schräggeteilten Schild in Grün unter einem silbernen (weißen) Schildhauptwellenbalken ein silbernes (weißes) springendes Pferd; in Silber (Weiß) ein grüner Baum.“
 (genehmigt am 3. September 1970)
7. ↑  Langenberg: „In silbernem (weißem) Schild vorn zwei blaue übereinander stehende Kornblumen mit silbernen (weißen) Butzen, hinten ein blauer Flankenpfahl.“
 (§ 2 Absatz 1 der Hauptsatzung der Gemeinde Langenberg (Seite nicht mehr abrufbar, festgestellt im April 2019. Suche in Webarchiven)  Info: Der Link wurde automatisch als defekt markiert. Bitte prüfe den Link gemäß Anleitung und entferne dann diesen Hinweis. (PDF; 40 kB), genehmigt am 15. Dezember 1976)
8. ↑  Rheda-Wiedenbrück: „In einem von Silber (Weiß) und Rot gespaltenen Schild vorne ein     schwarzer, gold (gelb) gekrönter, linksgewendeter Löwe, hinten ein goldenes (gelbes) sechsspeichiges Rad.“
 (genehmigt am 25. August 1971)
9. ↑  Rietberg: „In einem von Rot und Gold (Gelb) geteilten Schild oben ein goldener (gelber) Adler, unten zwei rote Seerosenblätter mit ineinandergeschlungenen Stielen.“
 (genehmigt am 28. Juni 1971)
10. ↑  Schloß Holte-Stukenbrock: „Unter einem gespaltenen roten Schildhaupt – darin rechts ein goldenes (gelbes) durchgehendes Kreuz, links ein goldener (gelber) Adler – in Silber (Weiß) eine grüne Eiche mit zwei goldenen (gelben) Eicheln.“
 (genehmigt am 19. Dezember 1979)
11. ↑  Steinhagen: „In einem von Blau und Gold (Gelb) gespaltenen Schild vorne eine goldene (gelbe) Ähre, hinten ein blauer Wacholderzweig; der Schildfuß ist fünfmal von Silber (Weiß) und Rot gesparrt.“
 (genehmigt am 16. August 1977)
12. ↑  Verl: „In einem gevierten Schild mit goldenem (gelbem) Herzschild im ersten und vierten Feld in Grün ein silberner (weißer) Eichbaum mit zwei goldenen (gelben) Eicheln, im zweiten und dritten Feld in Silber (Weiß) ein grüner Eichbaum mit zwei goldenen (gelben) Eicheln.“
 (genehmigt am 31. Januar 1973)
13. ↑  Versmold: „In silbernem (weißem) Schild ein roter Sparren, darunter ein freischwebender roter Schragen (schräg zueinander gestellte Pfähle, Malkreuz oder Andreas-Kreuz).“
 (genehmigt am 19. Juni 1939, von der 1973 neugebildeten Stadt Versmold mit Genehmigung vom 17. Dezember 1973 fortgeführt)
14. ↑  Werther (Westfalen): „In einem von Rot und Silber (Weiß) gevierten Schild im ersten Feld drei silberne (weiße) 2:1 gestellte Dreiecke, im zweiten und dritten Feld drei rote Sparren, im vierten Feld zwei silberne (weiße) gekreuzte Streitkolben.“
 (genehmigt am 12. November 1973)